# 岬の墓
『岬の墓』は、團伊玖磨作曲の合唱曲。ピアノを伴う。

## 概要
1963年（昭和38年）CBC（中部日本放送）の委嘱により、堀田善衛が書き下ろした詩に、團伊玖磨が混声合唱とピアノのために作曲した。同曲は1963年11月にCBC合唱団により初演（指揮：木下保、ピアノ：三浦洋一）され、1963年度（昭和38年度）第18回音楽部門芸術祭賞を受賞した。
1975年（昭和50年）には、福永陽一郎が男声合唱曲に編曲し、同年5月3日の第24回東京六大学合唱連盟定期演奏会において早稲田大学グリークラブにより初演（指揮：福永陽一郎、ピアノ：三浦洋一）された。
女声合唱版は存在していない。

## 曲目
全編堀田善衛の詩（日本語）により、1曲から成る。演奏時間約14分。ピアノを伴うが、冒頭と中間部にア・カペラの箇所がある。

## 楽譜
- 混声合唱曲 岬の墓 作詩：堀田善衛、作曲：團伊玖磨 音楽之友社 2004/8/16 ISBN 978-4276544000[3]
- 男声合唱曲 岬の墓 作詩：堀田善衛、作曲：團伊玖磨、編曲：福永陽一郎 キックオフ 2005/09/10 ISBN 978-4901753111 オンデマンド（受注印刷）[4]

## ディスコグラフィー
- CD 日本合唱曲全集『岬の墓』團伊玖磨作品集 2005/10/21 日本伝統文化振興財団